# 東京 (矢沢永吉の曲)
「東京」（とうきょう）は、1993年2月10日に発売された矢沢永吉の34枚目のシングル。オリコンでは「東京/心花よ」と両A面シングル扱いとなっているが、正式には東京の単独A面。

## 収録曲
全作曲：矢沢永吉
1. 東京
  - 作詞：松井五郎

NTV系ドラマ「はだかの刑事」主題歌
2. 心花よ
  - 作詞：大津あきら

サントリー缶コーヒー「BOSS」CMソング